# Cissoide

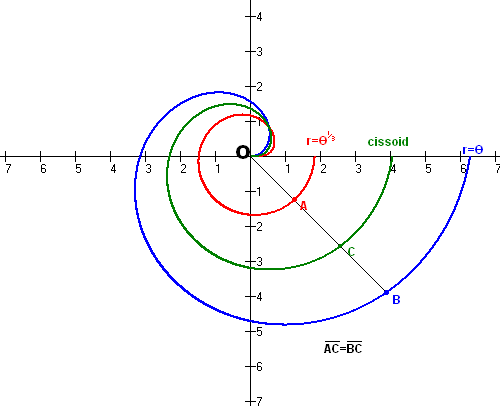
Exemple de cissoide mitjana.

S'anomena  cissoide a la corba generada per la suma dels vectors posició de dues corbes donades.
Siguin C  1  i C  2  dues corbes definides per les següents equacions en coordenades polars:
{\displaystyle \rho =\rho _{1}(\theta )\,} i {\displaystyle \rho =\rho _{2}(\theta )\,}
Llavors, C  1  i C  2  generen les tres cisoides d'equacions:
{\displaystyle \rho =\rho _{1}(\theta )+\rho _{2}(\theta )\,}
{\displaystyle \rho =\rho _{1}(\theta )-\rho _{2}(\theta )\,}
{\displaystyle \rho ={\frac {\rho _{1}(\theta )+\rho _{2}(\theta )}{2}}\,}